# 安西蓮
安西 蓮（あんざい れん、2000年8月14日 - ）は、日本のプロボクサー。愛知県知多市出身。第5代日本バンタム級ユース王者。名古屋大橋ボクシングジム所属。かつては岡崎ボクシングジムに所属していた。

## 来歴
元々空手をやっていたが、中学３年生のときに岡崎ボクシングジムに入門。本格的にキャリアをスタートさせる。
16歳でプロテストに合格。
2017年12月10日、プロデビュー戦は1回TKO負けを喫したが、4ヶ月後の試合で1回TKO勝ちをしプロ初勝利。
2020年9月21日、中日本スーパーバンタム級新人王決勝戦でタキザワジムの阿部史也と対戦。1回TKO勝ちをし、2020年度中日本新人王最優秀選手賞MVPを獲得。
2020年12月27日、中日本スーパーバンタム級新人王MVPとして、福永宇宙を相手に3回2分56秒TKO負けを喫して西軍代表になれなかった。
2021年岡崎ボクシングジムから名古屋大橋ボクシングジムへ移籍する。
2022年7月8日、後楽園ホールで内構拳斗とスーパーバンタム級6回戦を行い、6回0-3（55-58、52-60×2）の判定負けを喫した。
2023年5月14日、メッセウイング・みえで中村淳希と日本ユースバンタム級王座決定戦を行い、8回3-0（78-74×2、77-75）で判定勝ちで日本ユース王座獲得。

## 獲得タイトル
- 2020年度中日本スーパーバンタム級新人王最優秀選手賞MVP
- 第5代日本バンタム級ユース王座（防衛0=返上）

## 戦績
- プロボクシング - 14戦8勝5敗1分（3KO）